# Mokrawieś (gromada)
Mokrawieś (od 31 XII 1961 Obrąb) – dawna gromada, czyli najmniejsza jednostka podziału terytorialnego Polskiej Rzeczypospolitej Ludowej w latach 1954–1972.
Gromady, z gromadzkimi radami narodowymi (GRN) jako organami władzy najniższego stopnia na wsi, funkcjonowały od reformy reorganizującej administrację wiejską przeprowadzonej jesienią 1954 do momentu ich zniesienia z dniem 1 stycznia 1973, tym samym wypierając organizację gminną w latach 1954–1972.
Gromadę Mokrawieś z siedzibą GRN w Mokrejwsi (w obecnym brzmieniu Mokra Wieś) utworzono – jako jedną z 8759 gromad na obszarze Polski – w powiecie wołomińskim w woj. warszawskim, na mocy uchwały nr VI/10/23/54 WRN w Warszawie z dnia 5 października 1954. W skład jednostki wszedł obszar dotychczasowej gromady Mokrawieś oraz wieś Brzezinów-Kosakowo z dotychczasowej gromady Brzezinów-Kosakowo ze zniesionej gminy Tłuszcz, obszary dotychczasowych gromad Obrąb i Przykory ze zniesionej gminy Zabrodzie oraz obszar dotychczasowej gromady Sitne ze zniesionej gminy Jadów w tymże powiecie. Dla gromady ustalono 16 członków gromadzkiej rady narodowej.
31 grudnia 1961 gromadę Mokrawieś zniesiono przenosząc siedzibę GRN z Mokrejwsi do Obrębia i zmieniając nazwę jednostki na gromada Obrąb.